# Antoine Wagner
Antoine Wagner (ur. 20 października 1988) – luksemburski lekkoatleta specjalizujący się w rzucie oszczepem.
Czwarty zawodnik igrzysk małych państw Europy w 2009 roku. Dwa lata później zwyciężył w tej imprezie. Od 2006 regularnie reprezentuje swój kraj w zimowym pucharze Europy w rzutach, pucharze Europy oraz drużynowych mistrzostwach Starego Kontynentu. 
Rekord życiowy: 75,39 (17 marca 2013, Castellón de la Plana), jest to rekord Luksemburga. 

## Osiągnięcia
| Rok  | Impreza                                | Miejsce               | Lokata            | Wynik |
| ---- | -------------------------------------- | --------------------- | ----------------- | ----- |
| 2006 | II liga pucharu Europy                 | Nowy Sad              | 9. miejsce        | 52,84 |
| 2007 | II liga pucharu Europy                 | Zenica                | 9. miejsce        | 56,65 |
| 2008 | II liga pucharu Europy                 | Tallinn               | 5. miejsce        | 63,99 |
| 2009 | Igrzyska małych państw                 | Nikozja               | 4. miejsce        | 66,62 |
| 2009 | III liga drużynowych mistrzostw Europy | Sarajewo              | 4. miejsce        | 66,50 |
| 2010 | III liga drużynowych mistrzostw Europy | Marsa                 | 3. miejsce        | 67,90 |
| 2011 | Igrzyska małych państw                 | Schaan                | 1. miejsce        | 69,13 |
| 2011 | III liga drużynowych mistrzostw Europy | Reykjavík             | 1. miejsce        | 71,69 |
| 2011 | Uniwersjada                            | Shenzhen              | el. – 19. miejsce | 64,36 |
| 2013 | Zimowy puchar Europy w rzutach         | Castellón de la Plana | 1. miejsce        | 75,39 |
| 2013 | Igrzyska małych państw                 | Luksemburg            | 3. miejsce        | 67,83 |
| 2013 | III liga drużynowych mistrzostw Europy | Bańska Bystrzyca      | 8. miejsce        | 63,68 |
| 2013 | Uniwersjada                            | Kazań                 | 14. miejsce       | 69,16 |
| 2013 | Igrzyska frankofońskie                 | Nicea                 | 4. miejsce        | 70,55 |
| 2015 | Zimowy puchar Europy w rzutach         | Leiria                | 12. miejsce       | 63,75 |